# Akonangui FC
Akonangui Fútbol Club byl guinejský fotbalový klub z Ebebiyínu. Založen byl roku 1979. Zanikl roku 2010.

## Úspěchy
- Liga Semiprofesional:
  - Vítězství (4): 1992, 1999, 2001, 2008

- Copa Ecuatoguineana:
  - Vítězství (4): 1979, 1996, 2002, 2007

## Nejlepší hráči
- Sergio Elibiyo
- Manuel Sima
- Christian Bon
- Francis Mbome
- Martial Mpilé
- Landry Mpondo
- Achille Pensy
- Valéry Tenfa
- Roland Ilendo
- Daniel Ekedo
- Ibrahim Agbo
- Alex Karmo